# Jordán (berg)
Jordán är ett berg i Tjeckien.   Det ligger i regionen Mellersta Böhmen, i den centrala delen av landet, 60 km sydväst om huvudstaden Prag. Toppen på Jordán är 826 meter över havet.
Terrängen runt Jordán är huvudsakligen lite kuperad.Runt Jordán är det ganska tätbefolkat, med 134 invånare per kvadratkilometer. Närmaste större samhälle är Příbram, 11,8 km öster om Jordán. I omgivningarna runt Jordán växer i huvudsak barrskog.